# Cornelius Wessels
Sir Cornelius Hermanus Wessels (Rietfontein, Winburg, 1851. április 26. - Bloemfontein, Oranje Szabadállam, 1924. március 1.) dél-afrikai politikus, államférfi volt. A második búr háború során a háborús kormány tagja. Szolgálatait számos kitüntetéssel jutalmazták.

## Élete

### Származása, családja
A Wessels család Dél-Afrika neves családja közé tartozott. Édesapja Johannes Jacobus Wessels, édesanyja Hester Sophia Antonetta volt. Ő volt a legfiatalabb az ötgyermekes családban, 2 bátyja és 2 nővére volt.
Wessels élete során kétszer házasodott meg. Első felesége Christina Magdalena Wessels volt. Ez az asszony 5 fiúval és 3 lánnyal ajándékozta meg Wesselst. Azonban Christina 1905. november 5-én meghalt. Két évvel később 1907-ben Wessels újra megházasodott, ezúttal  Eliza Alice Bosman née Keytlerel házasodott újra. Második felesége élete végéig vele volt, és 1941. március 6-án hunyt el.

### Munkássága
Wessels Rietfonteinben született 1851. április 26-án. Szüleivel együtt 5 éves korában költözött Boshof kerületbe. Részesült alapfokú oktatásban, de szülei nem politikai pályára szánták. Családja nagy mezőgazdasági területekkel rendelkezett, hosszabb ideig ő is ezzel foglalkozott.
Azonban egyre jobban kezdett érdeklődni a politika iránt. Hamar megtanult felelősen dönteni, mert 1880-tól már az állam népgyűlésének (Volksraad) tagja volt, így részt vett számos fontos politikai döntés megtervezésében és megvalósításában. 1885-ben felfigyeltek politikai képességeire, és kinevezték Boshof kerület képviselőjének. Ezt a választókerületet 14 évig vezette, és képviselte. Többek között támogatta a dél-afrikai vasútvonalak meghosszabbítását, és a dél-afrikai vámunió ötletét is. Hamarosan kiváló diplomatává ért, így 1896-ban kinevezték a Népgyűlés elnökévé. Főleg ez a két dolog mutatja meg befolyásosságát. Wessels életét innentől fogva igazából két dolog jellemezte, a politizálás, és a gazdálkodás.
1897-ben ő közvetített a két búr állam Transvaal és Oranje között. Igen nagy hozzájárulása volt abban hogy a két állam tartós és erős szövetségre lépjen. De nem állt meg a ranglétrán, több évre kinevezték Oranje Szabadállam Nemzeti Bankjának igazgatójává. Ezt azért tették, mert időközben kiderült, hogy Wessels nemcsak diplomáciai de üzleti érzékkel is meg lett áldva.
1899-ben, a második búr háború kitörésekor Wessels a háborús kabinet tagja volt. Rengeteg külföldi diplomataútra indult, hogy elérje az Amerikai Egyesült Államok vagy legalább valamely európai nagyhatalom támogatását. Kitartó munkája ellenére sem sikerült elérnie a nagyhatalmak háborúba lépését, ez pedig megpecsételte a búrok sorsát. Néhány csatában személyesen is részt vett. A harcok 1902-ben fejeződtek be. A háború után Wesselst, Wetet és Hertzogot a Szabad Tartományi Kormányzat tagjaivá nevezték ki.
A Dél-afrikai Unió megalakulása után Louis Botha híve volt.
1915 júniusában a brit kormány kinevezte Oranje Szabadállam adminisztrátorává.
1924-ben két hét szenvedés után meghalt.
Wesselst kortársai szerénynek, becsületesnek, és udvariasnak írták le. Talán ezek a tulajdonságai segítették őt nagyban a diplomáciai sikerek elérésében.

## Lásd még
- Második búr háború
- Búrok

## Fordítás
- Ez a szócikk részben vagy egészben  a   Cornelius Hermanus Wessels című angol Wikipédia-szócikk fordításán alapul.  Az eredeti cikk szerkesztőit annak laptörténete sorolja fel. Ez a jelzés csupán a megfogalmazás eredetét és a szerzői jogokat jelzi, nem szolgál a cikkben szereplő információk forrásmegjelöléseként.